# Selaginella prolifera
Selaginella prolifera là một loài dương xỉ trong họ Selaginellaceae. Loài này được Valdespino mô tả khoa học đầu tiên năm 2004.